# Список умерших в 800 году

## Июнь
- 3 июня — Ставракий, византийский евнух, наиболее влиятельный государственный деятель в годы правления византийской императрицы Ирины.
- 4 июня — Лиутгарда Алеманская, королева франков, жена Карла Великого.

## Дата смерти неизвестна или требует уточнения
- Айлиль мак Фергуса, король Лагора (Южной Бреги) (797—800).
- Алькмунд из Дерби, нортумбрийский принц, причисленный к лику святых.
- Сигфред, правитель Дании (ок. 770—800).
- Шэнь Цзицзи, китайский писатель.